# 安井敬七郎
安井 敬七郎（やすい けいしちろう、安政元年〈1854年〉 - 昭和3年〈1928年〉）は明治期の日本の発明家、実業家。丸善のインクの元を作り、また阪神ソースの創業者として知られる。

## 人物

### 生い立ち
仙台藩の出身、藩医安井家の十三代目として安政元年に生まれた。仙台藩主設立の医学を中心にあらゆる学問を学ぶ学校の養賢堂で修学した後上京し、ワグネルに師事して工学・化学を研究した。

### 丸善との関わり
明治11年頃に、はじめて国産筆記用インキを製造し、この販売を丸善が一手に行った。
明治18年、丸善入社。
明治20年頃には丸善でウースターソースの輸入販売が行われていた。
明治22年以前に、茨城の上菱醤油（鳩崎醤油）の関口八兵衛が製造販売した国産ウスターソースの鳩ソース（ハトソヲース）に発明人として関わっている。鳩ソースは丸善、薬局、洋食店等で売られ、全国で売られた。
明治23年4月から開かれた第三回内国勧業博覧会にインク等が安井敬七郎の名で出品され、鳩ソースが関口八兵衛の名で出品され、それぞれ褒状が授与されている。
明治25年1月27日、丸善退社。

### 自社ソース開発と明治屋
明治29年、神戸に安井舎蜜工業所を設立し自社ソース開発を始めた。これが後の阪神ソースである。
明治33年、輸入ウスターソースと自家製ソースをブレンドし、日の出ソースを発売。
明治43年、明治屋で特約販売を開始した。
大正5年には灘に工場を拡張した。大正7年には宮内省大膳寮から、明治屋を経て下命を受けた。